# Affing
Affing è un comune tedesco che fa parte del circondario di Aichach-Friedberg, situato nel land della Baviera.